# Paradiso di Pocenia
Paradiso di Pocenia is een plaats (frazione) in de Italiaanse gemeente Pocenia.